# Торринья
Торринья (порт. Torrinha) — муниципалитет в Бразилии, входит в штат Сан-Паулу. Составная часть мезорегиона Пирасикаба. Входит в экономико-статистический микрорегион Риу-Клару. Население составляет 9823 человека на 2006 год. Занимает площадь 311,172 км². Плотность населения — 31,6 чел./км².
Праздник города — 7 апреля.

## Статистика
- Валовой внутренний продукт на 2003 составляет 101 579 432,00 реала (данные: Бразильский институт географии и статистики).
- Валовой внутренний продукт на душу населения на 2003 составляет 10 839,76 реала (данные: Бразильский институт географии и статистики).
- Индекс развития человеческого потенциала на 2000 составляет 0,810 (данные: Программа развития ООН).